# Andreas Helmle (Glasmaler)
Andreas Helmle (* 11. November 1784 in Breitnau; † 5. Oktober 1839 in Freiburg im Breisgau) war ein deutscher Glasmaler.
Andreas und sein Bruder Lorenz (1783–1849) waren die Söhne des Bauern Georg Helmle (* 1758). Andreas machte eine Lehre als Uhrenschildmaler und verdiente danach mit seinem Vater und seinem Bruder sein Geld als Uhrenschildmaler in Heimarbeit. Andreas war auch als Portraitmaler tätig. 1814–16 nahm er an den Befreiungskriegen teil. Um 1820 gingen die beiden Brüder nach Freiburg. 1821/22 war Andreas bei dem Glasmacher Lorenz Hermann (1788–1853), der an der Restaurierung der Glasfenster des Freiburger Münsters arbeitet, tätig. Mit finanzieller und ideeller Unterstützung durch Ferdinand Benedikt von Reinach-Werth (1769–1841) beschäftigten sie sich mit mittelalterlicher Glasmalerei, wobei sich Andreas auf die technische Seite der Glasmalerei und Lorenz auf die Bemalung spezialisierte. Sie schufen die ersten monumentalen Glasmalereien im deutschen Südwesten nach dem Mittelalter. 
1823 schuf Andreas Helmle ein Fenster mit Evangelistenfiguren für das südliche Seitenschiff des Freiburger Münsters (1924 von Fritz Geiges entfernt, heute im Münsterbauverein). 1824/26 fertigten die Brüder Helmle Fenster mit einem Passionszyklus nach Vorlagen von Dürer für die Abendmahls- und Hl. Grab-Kapelle des Freiburger Münster (1944 schwer beschädigt, heute restauriert und wieder im Münster). 1830/31 fertigten sie das Westfenster für den Mainzer Dom nach einem Entwurf von Franz Hubert Müller (1857 bei einer Explosion zerstört). Zwischen 1830 und 1849 arbeiteten sie mit dem Schweizer Maler Hieronymus Hess (1799–1850) zusammen, der für sie zahlreiche Entwürfe schuf. Nach seinen Entwürfen entstanden auch 1833 Fenster mit den Allegorien der Wissenschaften und Künste für den Lesesaal der Allgemeinen Lesegesellschaft in Basel sowie 1844/45 Fenster mit berühmten Basler Persönlichkeiten im Haus zum Schönen Eck in Basel.
Helmles Gesundheit wurde durch den Umgang mit Chemikalien ruiniert und er starb nach langer Krankheit, er hinterließ eine Witwe und drei minderjährige Kinder, die Familie verfiel der Armut.